# Eberhard Friedrich Hiemer
Eberhard Friedrich Hiemer (* 24. Mai 1682 in Gächingen; † 5. Mai 1727 in Stuttgart) war ein deutscher lutherischer Theologe. Er war Hofprediger und Konsistorialrat in Stuttgart und ist auch für einen Beitrag zur Paläontologie bekannt.

## Leben
Hiemer ging in Stuttgart, Blaubeuren und Bebenhausen zur Schule und studierte in Tübingen Theologie mit dem Magister-Abschluss 1700. Ab 1704 war er Repetent in Tübingen und 1707 wurde er Stadtpfarrer in Rosenfeld. 1714 war er als Special in Wildbad und 1716 Kirchenrat in Bayreuth. 1718 wurde er Hofprediger und Konsistorialrat in Stuttgart. 1720 promovierte er zum Dr. theol. und 1725 wurde er nebenamtlich Prälat von Hirsau. 
Bekannt ist er als Verfasser des Württembergischen Confirmationsbüchleins (eingeführt 1722). Neben theologischen Schriften befasste er sich mit Naturgeschichte, mit Numismatik und anderem.
Am 25. Januar 1725 wurde er mit dem Beinamen Demostratus I. Mitglied (Matrikel-Nr. 374) der Academia Naturae Curiosorum.
Er veröffentlichte 1724 eine Schrift über das Schwäbische Medusenhaupt. Dabei handelte es sich um eine bei Ohmden gefundene Schieferplatte mit fossilen Riesen-Seelilien (Seirocrinus subangularis), die er korrekt als Überreste von Tieren deutete (und mit noch lebenden Vertretern aus der Arktis verglich) und nicht wie damals vielfach als Naturspiel. Wie damals üblich betrachtete er sie als Opfer der Sintflut, die sie von der Arktis nach Württemberg spülte.
Er war der Urenkel des Tübinger Theologieprofessors und Abtes von Anhausen Johann Heinrich Hiemer (1573–1621) und seit 1707 verheiratet mit Christine Dorothee Hopffer (1684–1714), der Tochter des Theologen Benedikt Hopffer. Hiemers Urenkel war Karl Friedrich Reinhard.

## Schriften
- Caput medusae, utpote novum diluvii universalis monumentum detecto in agro Würtembergico. Stuttgart, 1724, Archive